# Mabel Capper
Mabel Capper   (Chorlton-on-Medlock, 23 de juny de 1888 - St Leonards-on-Sea, 1 de setembre de 1966) fou una suffragette anglesa. Va lluitat entre 1907 i 1913 en la Unió Social i Política de les Dones (WSPU en anglès) pel sufragi. L'empresonaren sis vegades; va iniciar una vaga de fam i fou una de les primeres sufragistes a ser alimentada per força.

## Biografia
Mabel Capper nasqué a Brook's Bar, Chorlton on Medlock, Manchester, filla d'Elizabeth Jane Crews, també suffragette, i de William Bently Capper, químic i secretari honorari de la sucursal de Manchester de la Lliga d'Homes per al Sufragi de Dones. Un germà de Mabel, William Bently Capper, nasqué al 1890. Quan els xiquets eren petits, la família es traslladà a Chorlton on Medlock, ara Picadilly, a Manchester.

## Activisme
Mabel Capper entrà en la WSPU el 1907 i hi fou organitzadora de la sucursal de Manchester. El 1908 vivia a Londres.
Amb Patricia Woodlock, feren d'avisos humans que anunciaven actes feministes a Liverpool i intentaren entrar en el Royal Exchange masculí, Manchester.

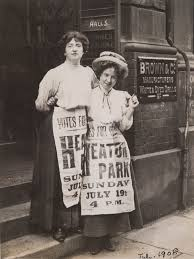
Mabel Capper (dreta) i Patricia Woodlock promovent el sufragi

A l'octubre del 1908, participà en el Rush en la Cambra dels Comuns, junt amb Christabel Pankhurst, Emmeline Pankhurst i altres sufragistes, com Clara Codd, per fer que Codd passàs la línia policial. Mabel Capper aparegué en el Dock acusada d'"obstrucció deliberada" amb una disfressa composta amb els colors del WSPU, amb una faixa, cinyell i capell amb les paraules Votes for Women. Va passar un mes a la presó de Holloway (presó HM) per negar-se a pagar la multa imposada.

## Primera Guerra Mundial
Després de la declaració de guerra el 4 d'agost del 1914 i la suspensió de la militància suffragette, Mabel Capper entrà en el Destacament d'Ajuda Voluntària. Més tard s'implicaria en els moviments pacifistes i socialistes. Del 1919 al 1922, treballà de periodista per al Daily Herald. El 1921, a Hampstead, es casà amb l'escriptor Cecil Chisholm. No van tenir fills.

## Mort
Es va mudar a Windrush Cottage, Fairlight, prop de Hastings, al 1946. Els darrers deu anys de la seua vida, l'artrosi la va paralitzar. Va morir el 1966 en la llar d'ancians Leolyn, St Leonards on Sea. El 2018, la sala comunitària de l'Ajuntament de Warrington es reanomenà Sala Mabel Capper en memòria seua.